# Bernard II d'Anhalt-Bernbourg
Pour les articles homonymes, voir Bernard II.
Bernard II est un prince de la maison d'Ascanie né vers 1260 et mort après le 26 décembre 1323. Il règne sur la principauté d'Anhalt-Bernbourg de 1287 à sa mort.

## Biographie
Bernard II est le troisième fils du prince Bernard Ier d'Anhalt-Bernbourg et de son épouse Sophie, fille du roi Abel de Danemark. Après la mort de son père en 1287, Bernard hérite de la principauté d'Anhalt-Bernbourg.  Selon les coutumes successorales de la maison d'Ascanie, il doit régner conjointement avec son frère ainé Jean Ier sans diviser leurs possessions patrimoniales. Jean meurt quatre ans plus en tard en 1291 et Bernard devient seul prince.
En 1300, Bernard adopte le titre de « comte de Bernbourg ». Son titre de prince d'Empire lui est confirmé l'année suivante. Après l'extinction de la lignée d'Anhalt-Aschersleben en 1315/1316, Bernard hérite du titre de prince d'Empire de la lignée aînée de la maison d'Ascanie comme de celui de prince d'Anhalt-Aschersleben. Toutefois il ne peut prendre possession des domaines de son défunt cousin Othon II d'Anhalt-Aschersleben, ni même obtenir le titre de ce fief, car les domaines sont légalement saisis par son propre frère, l'évêque d'Halberstadt Albert Ier, en paiement de dettes contractées par le prince Othon. Bien que Bernard accepte cet arrangement par écrit en 1316, ses descendants continuent de contester la possession de principauté perdue. La cité d'Aschersleben est finalement annexée par le margrave de Brandebourg en 1648, en vertu des traités de Westphalie.
Bernard est créé comte palatin de Saxe et comte de Brehna le 27 septembre 1320 à Francfort. Il meurt trois ans plus tard.

## Mariage et postérité
Bernard II se marie avant le 26 décembre 1302 avec Hélène (1270 – 9 août 1315), fille de Wisław II de Rügen et veuve de Jean III de Mecklembourg. Ils ont trois fils :
- Bernard III (vers 1300 – 20 août 1348), prince d'Anhalt-Bernbourg ;
- Henri (mort après le 19 août 1337), moine dominicain à Halberstadt en 1330 ;
- Othon, moine franciscain à Magdebourg en 1323.